# Глубокое (озеро, Лоухский район)
Глубокое — пресноводное озеро на территории Кестеньгского сельского поселения Лоухского района Республики Карелии.

## Общие сведения
Площадь озера — 1,1 км², площадь водосборного бассейна — 12,7 км². Располагается на высоте 112,1 метров над уровнем моря.
Форма озера продолговатая: оно вытянуто с запада на восток. Берега каменисто-песчаные, местами заболоченные.
С северо-западной стороны озера вытекает безымянный водоток, который протекая через озеро Шаниярви, втекает с правого берега в реку Чёрную, впадающую в озеро Новое, через которое протекает река Кереть, которая, в свою очередь, впадает в Белое море.
К северу от озера проходит лесная дорога.
Код объекта в государственном водном реестре — 02020000711102000002408.